# جانت اباته
جانت اباته (به انگلیسی: Janet Abbate) (زاده ۳ ژوئن ۱۹۶۲) دانشیار علم، فناوری و جامعه در ویرجینیا تک است. تحقیقات او بر تاریخچهٔ علوم رایانه و اینترنت، به ویژه مشارکت زنان در این زمینه متمرکز است. جانت اباته همچنین نویسنده ابداع اینترنت (انتشارات ام‌آی‌تی، ۱۹۹۹)، سیاست استاندارد برای زیرساخت اطلاعات (انتشارات ام‌آی‌تی، ۱۹۹۵)، و بازنویسی مشارکت در تغییر جنسیت زنان در محاسبات (انتشارات ام‌آی‌تی، ۲۰۱۲) است. 

## شغل دانشگاهی
اباته مدرک کارشناسی خود را از دانشگاه هاروارد و مدرک کارشناسی ارشد خود را از دانشگاه پنسیلوانیا دریافت کرد. او همچنین پی‌اچ‌دی خود را از دانشگاه پنسیلوانیا در سال ۱۹۹۴ دریافت کرد. از سال ۱۹۹۶ تا ۱۹۹۸، او در مقطع پسادکتری با مرکز تاریخ IEEE همکاری می‌کرد و در آنجا تحقیقاتی را در مورد زنان در رایانش انجام داد. او در سال ۲۰۰۴ به پردیس منطقهٔ پایتختی شمالی دانشگاه ویرجینیا تک پیوست و اکنون دانشیار و مدیر مشترک برنامهٔ تحصیلات تحکمیلی در علم، فناوری و جامعه است. جانت مدرک کارشناسی از دانشگاه هاروارد، کارشناسی ارشد از دانشگاه پنسیلوانیا و دکترا از دانشگاه پنسیلوانیا دریافت کرد.
آباته قبل از کار آکادمیک و استادی خود یک برنامه‌نویس رایانه بود. پیشینهٔ او در برنامه‌نویسی کامپیوتر روی رویکرد تحقیقاتی‌اش تأثیر گذاشته‌است.

## پژوهش
در سال ۱۹۹۵، اباته سیاست استاندارد برای زیرساخت اطلاعات را با برایان کاهین ویرایش کرد.
اباته نویسندهٔ دو کتاب است: اختراع اینترنت (۲۰۰۰) و رمزگذاری مجدد جنسیت: مشارکت روبه‌رشد زنان در رایانش (۲۰۱۲).
اختراع اینترنت به‌طور گسترده به عنوان یک کار مهم در تاریخ رایانش و شبکه مورد بررسی قرار گرفت، به‌ویژه نقش گسترش و پویایی اجتماعی و مشارکت غیر آمریکایی در توسعهٔ اولیهٔ شبکه برجسته شد. کتاب اختراع اینترنت به‌دلیل استفاده از منابع آرشیوی برای بیان تاریخ مورد تحسین قرار گرفت. اگرچه برخی از این کار انتقاد کرده‌اند و پیشینهٔ برنامه‌نویسی رایانهٔ اباته را به عنوان ایرادی که منجر به ارائهٔ یک روایت غیرفنی شده‌است ذکر کرده‌اند. او از آن زمان در مورد نیاز مورخان به آگاهی از دیدگاه‌هایی که در نوشتن درباره تاریخ اینترنت دارند نوشته است و مفاهیم تعریف اینترنت را بر حسب «فناوری، استفاده و تجربه محلی» بررسی کرده است.
رمزگذاری جنسیتی نقدهای مثبتی داشته، به‌ویژه به دلیل ادغام مشارکت با زنان در این زمینه و برای ارائهٔ یک نمای کلی تاریخی که چگونه زنان و جنسیت برنامه‌نویسی رایانه‌ای را شکل داده‌اند. این کتاب در سال ۲۰۱۴ جایزه موزه تاریخ رایانه را دریافت کرد.